# Notre-Dame (Étretat)

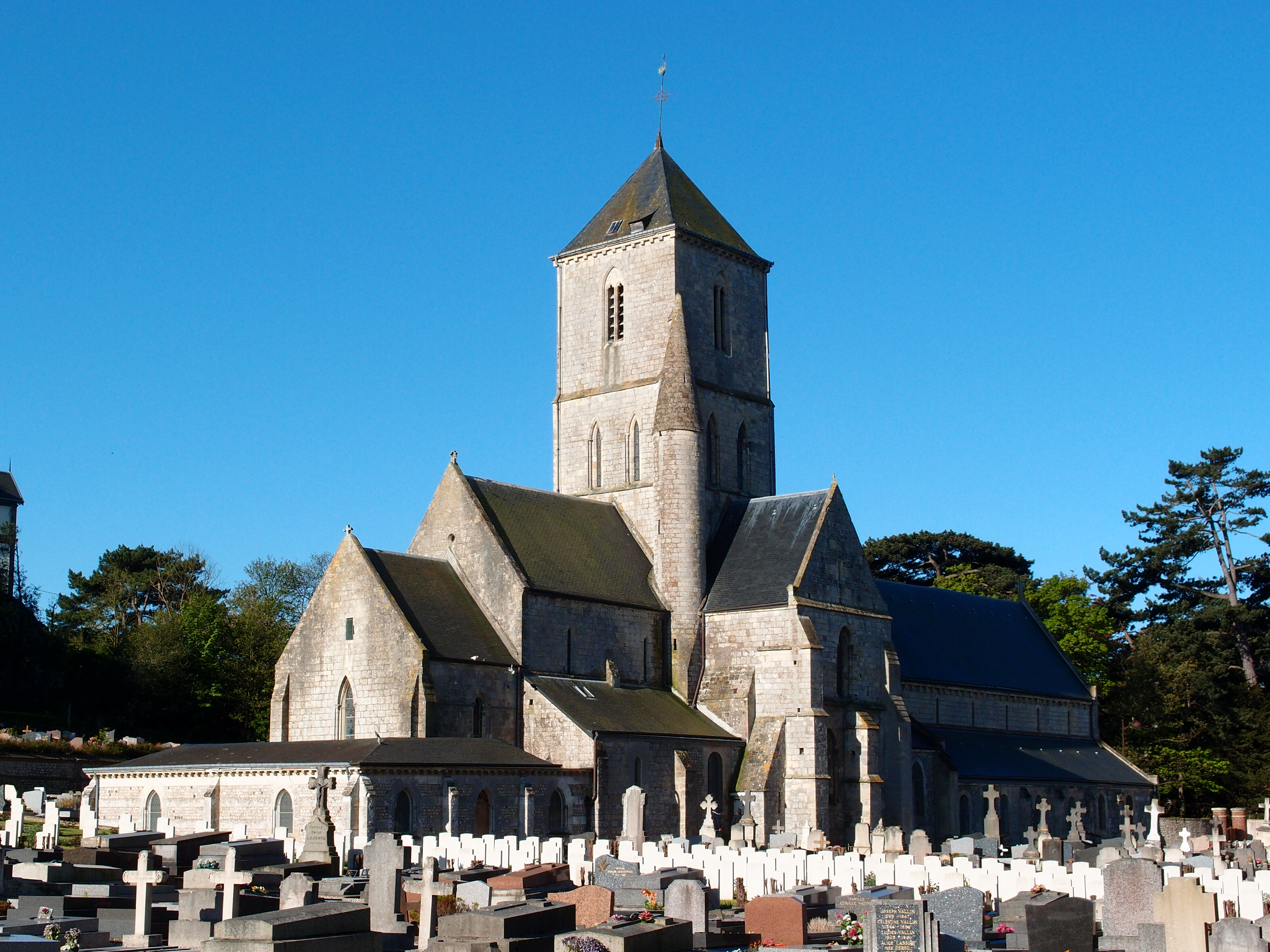
Die Liebfrauenkirche Notre-Dame d’Étretat

Die französische Liebfrauenkirche Notre-Dame d’Étretat befindet sich im Seebad Étretat im Département Seine-Maritime in der Normandie. Sie wurde im 12. und 13. Jahrhundert unter der Schutzherrschaft der Abtei Fécamp im romanisch-normannischen und gotischen Stil erbaut und ist seit 1840 als Monument historique in die französische Denkmalliste eingeschrieben.

## Baubeschreibung

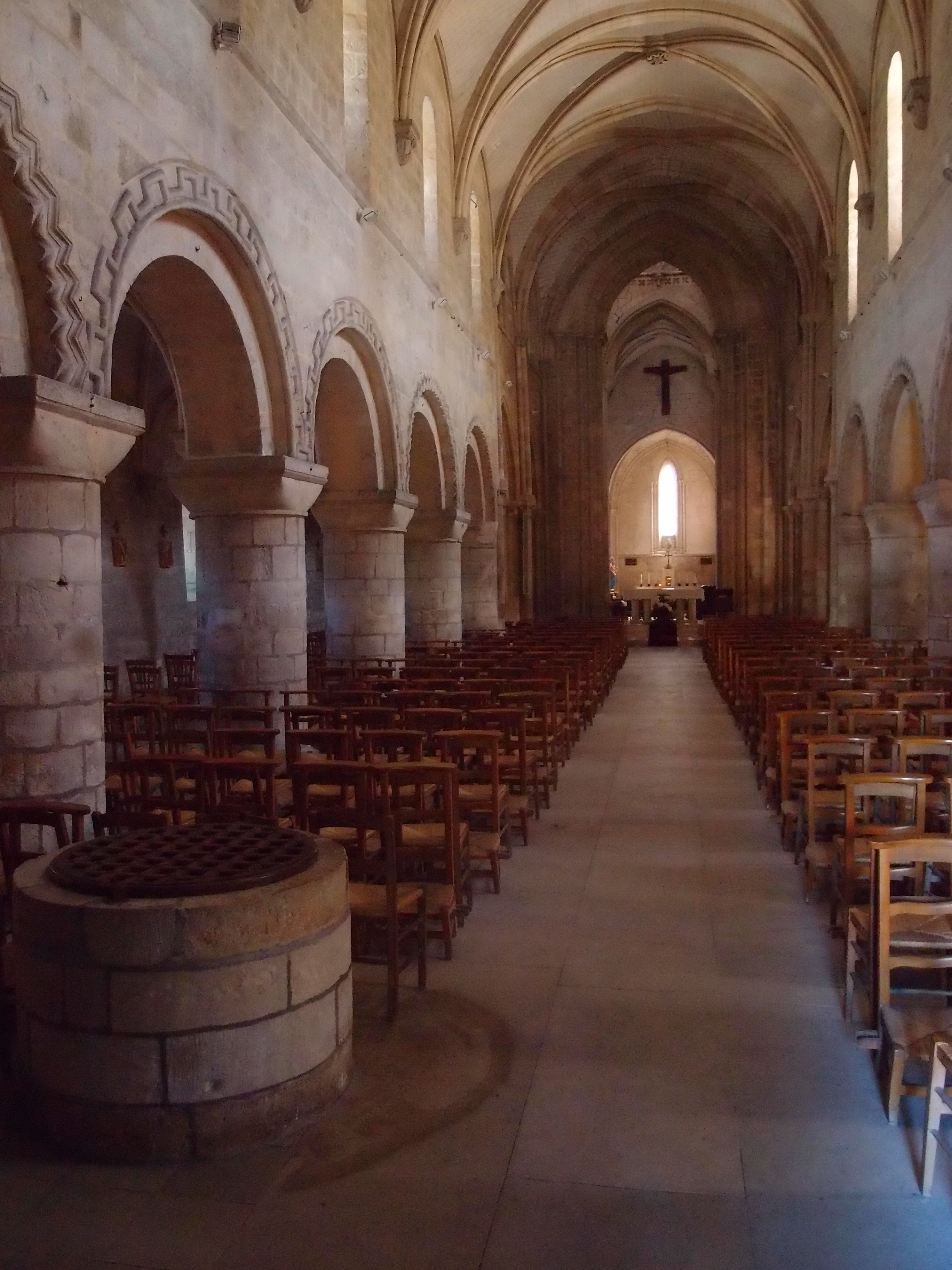
Mittelschiff

Die Abhängigkeit der Pfarrkirche in Étretat von der Mutterkirche in Fécamp zeigt sich auch in den Bauformen, wie der gestreckten Grundrissproportion, dem Vierungsturm und dem Motiv des im Inneren umlaufenden Bandes aus Vierpässen. Der Grundriss hat die Form eines klassischen lateinischen Kreuzes, doch ragen die Querhäuser nur wenig über die Flucht der Seitenschiffe hinaus.
Schmucklos glatt, dem basilikalen Querschnitt des Kirchenschiffs entsprechend, zeigt sich die turmlose Westfassade.
Das Wölbung über dem Rundbogen-Portal ist mit geometrischen Mustern geschmückt, beispielsweise durchbrochenen Linien, gerändelten Bändern und floralen Mustern. Die äußeren Seitenwände sind mit mehreren einfachen Mauerbändern gegliedert. Auch die ersten sechs Joche im Schiff mit ihren ebenmäßigen Rundbögen, ähnlichen Ornamenten wie am Portal und massiven Pfeilern sind noch romanisch. Dann, am Ende des 12. Jahrhunderts, folgt mit den östlichen Vierungspfeilern und dem Chor die Hinwendung zur Gotik. Die letzten beiden Joche vor der Vierung, die westlichen Vierungspfeiler und die Querhäuser werden einer Bauphase des frühen oder mittleren 13. Jahrhunderts zugeordnet. Die Kapitelle sind in der Mehrzahl ausgekehlt. Die ältesten von ihnen, im Chor, sind mit strengen, bogenförmigen Feuille-d’eau-Ornamenten verziert.
Oberhalb der Vierung erhebt sich ein Turm mit einer Laterne auf vier Pfeilern, ebenso wie der strenge, rechteckige Chorschluss ein typisches Element der normannischen und englischen Gotik. Der Vierungsturm bringt durch acht Lanzettfenster Licht in den Bau.
Im 18. Jahrhundert wurde der Lettner, der den Chor vom Schiff trennte, zerstört, so wie in den meisten anderen französischen Kirchen. Die Fenster wurden vergrößert. Nach einem Brand musste der Glockenturm ersetzt werden und verlor seinen hohen, achteckigen Helm. Im 19. Jahrhundert wurden die Gewölbebögen erneuert, neue bunte Fenster eingesetzt und eine neue Sakristei angebaut, die den alten Chor verdeckt. Auch das Tympanon am Westportal ist, mit seinen Anklängen an Stilelemente chartreser Bauplastik, eine Neuschöpfung aus dem Jahr 1866.
Zur Inneneinrichtung gehört eine Marienstatue im nördlichen Seitenschiff. Die Orgel, erbaut von Aristide Cavaillé-Coll, stammt aus dem 19. Jahrhundert. Das Kirchenschiff ist mit Fahnen ausgeschmückt, die an die maritime Tradition Étretats erinnern.
Im Friedhof rund um die Kirche sind britische Soldaten des Ersten Weltkriegs bestattet. Damals gab es in Étretat ein Militärhospital.

## Orgel

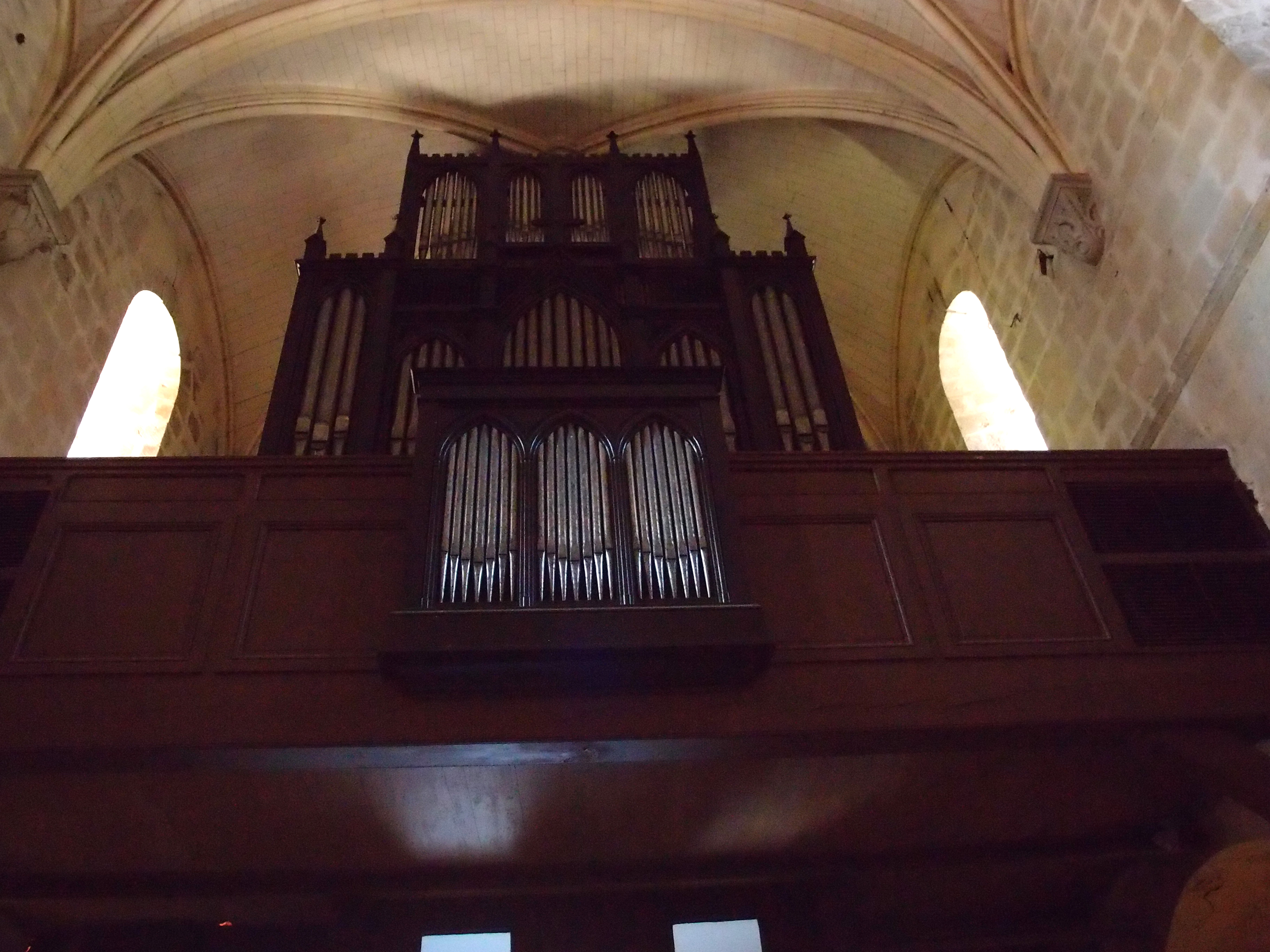
Orgel von Aristide Cavaillé-Coll

Die Kirche beherbergt eine Orgel des renommierten französischen Orgelbauers Aristide Cavaillé-Coll aus dem Jahre 1852. Sie besaß zunächst nur ein Manual mit acht Registern bei angehängtem Pedal. 1870 wurde sie von Charles Carloni um den récit erweitert. 1993 wurde sie als Monument historique anerkannt. Von 1996 bis 1998 wurde sie von Claude Madigout und Jean-Loup Boisseau restauriert. Sie hat folgende Disposition:
| I Grand-Orgue C–g3  |    |
| Flûte majeure       | 8′ |
| Bourdon             | 8′ |
| Salicional (dessus) | 8′ |
| Prestant            | 4′ |
| Flûte octaviante    | 4′ |
| Doublette           | 2′ |
| Trompette           | 8′ |
| Clairon             | 4′ |

| II Récit expressif (schwellbar) c–g3 |    |
| Bourdon                              | 8′ |
| Viole de gambe                       | 8′ |
| Voix céleste                         | 8′ |
| Trompette                            | 8′ |
| Basson hautbois                      | 8′ |
| Voix humaine                         | 8′ |

| Pédalier C–f1 |     |
| Soubasse      | 16′ |

- Koppeln: R/GO; Tirasse GO.
- Spielhilfen: Appel grand choeur; Appel anches G.O. renvoi anches G.O.
- Trémolo.
- Schwelltritt als Löffeltritt.

## Fotos

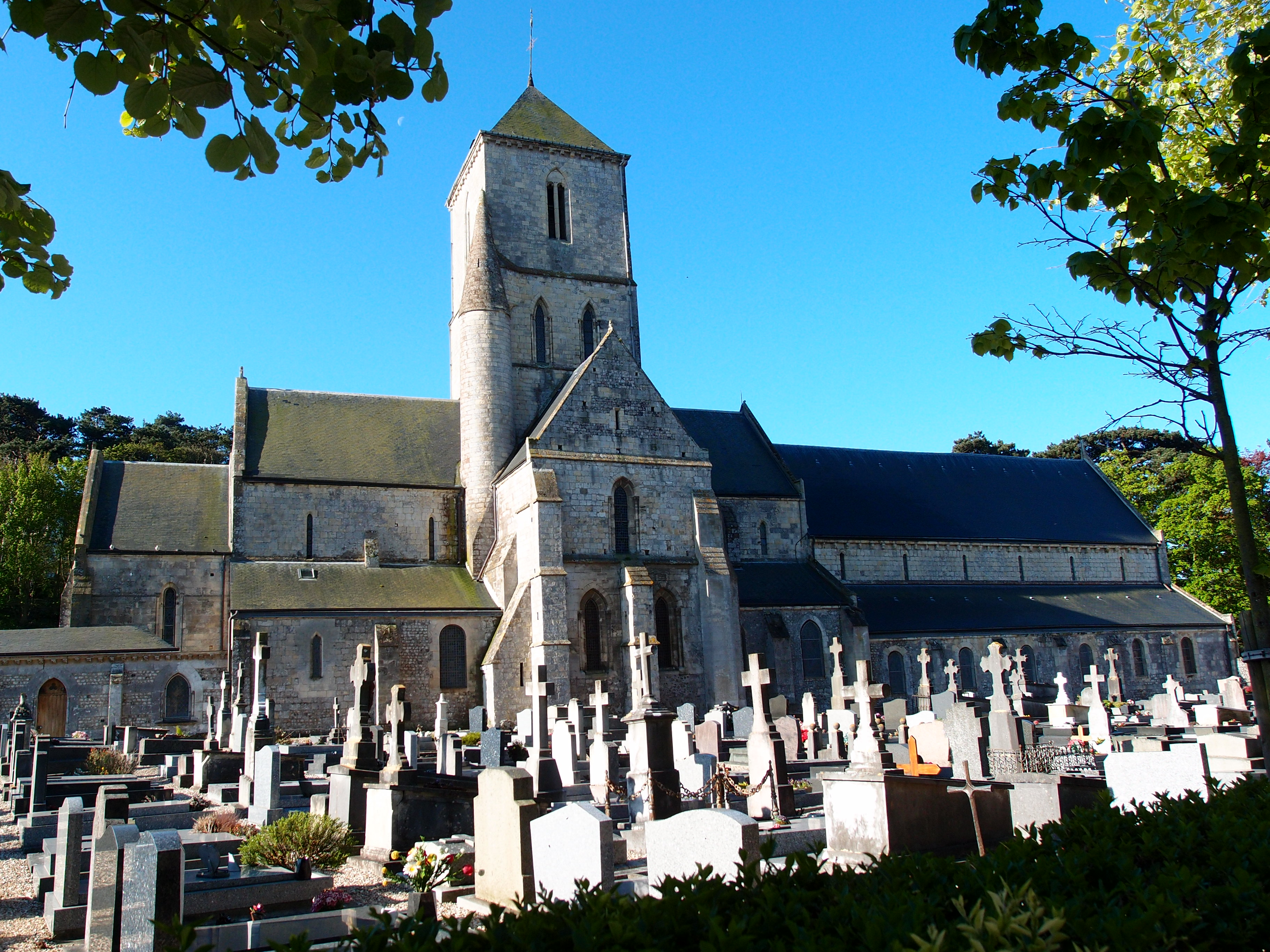
Seitenansicht
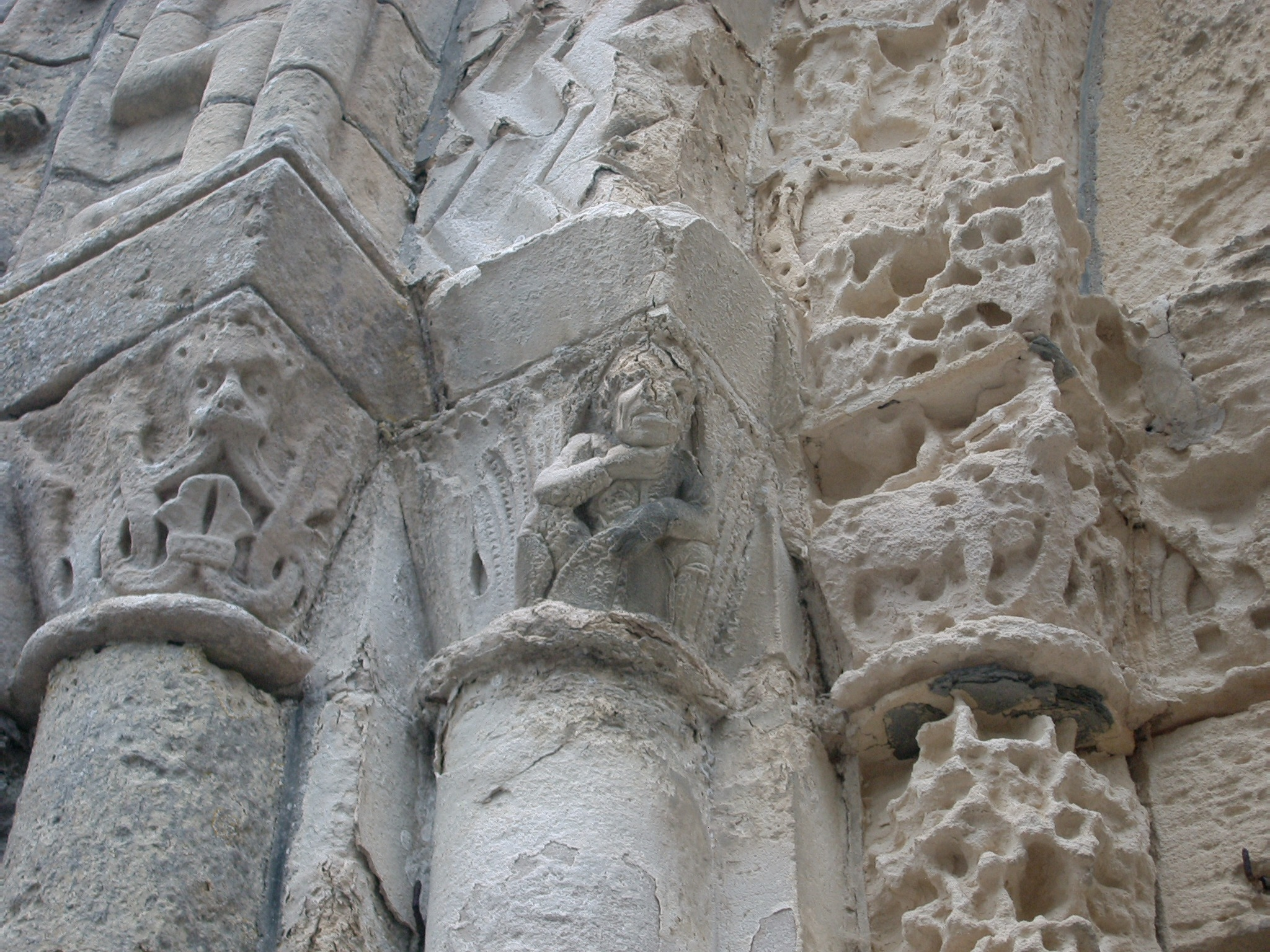
Details oberhalb des rom. Portals
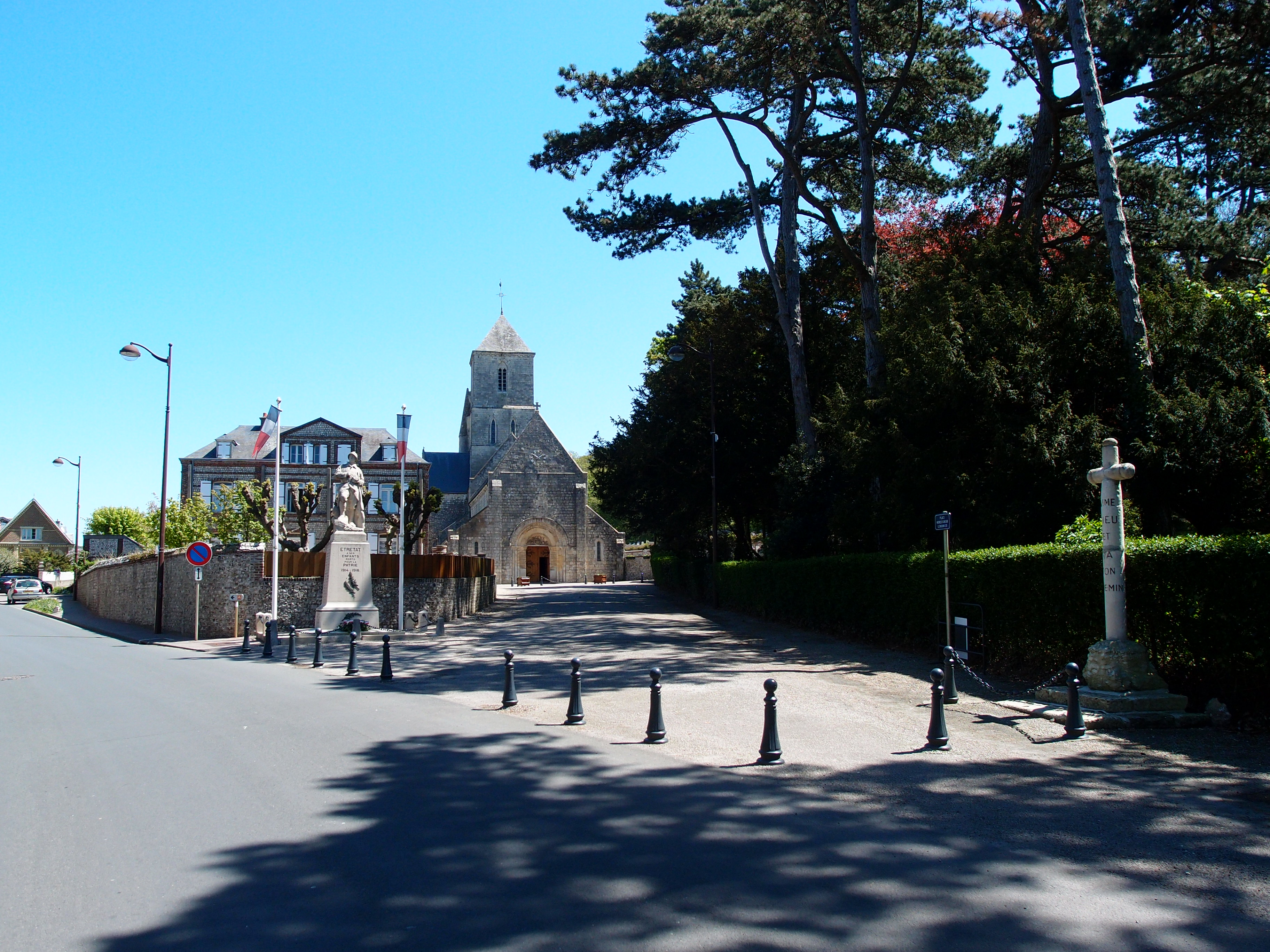
Gesamtansicht
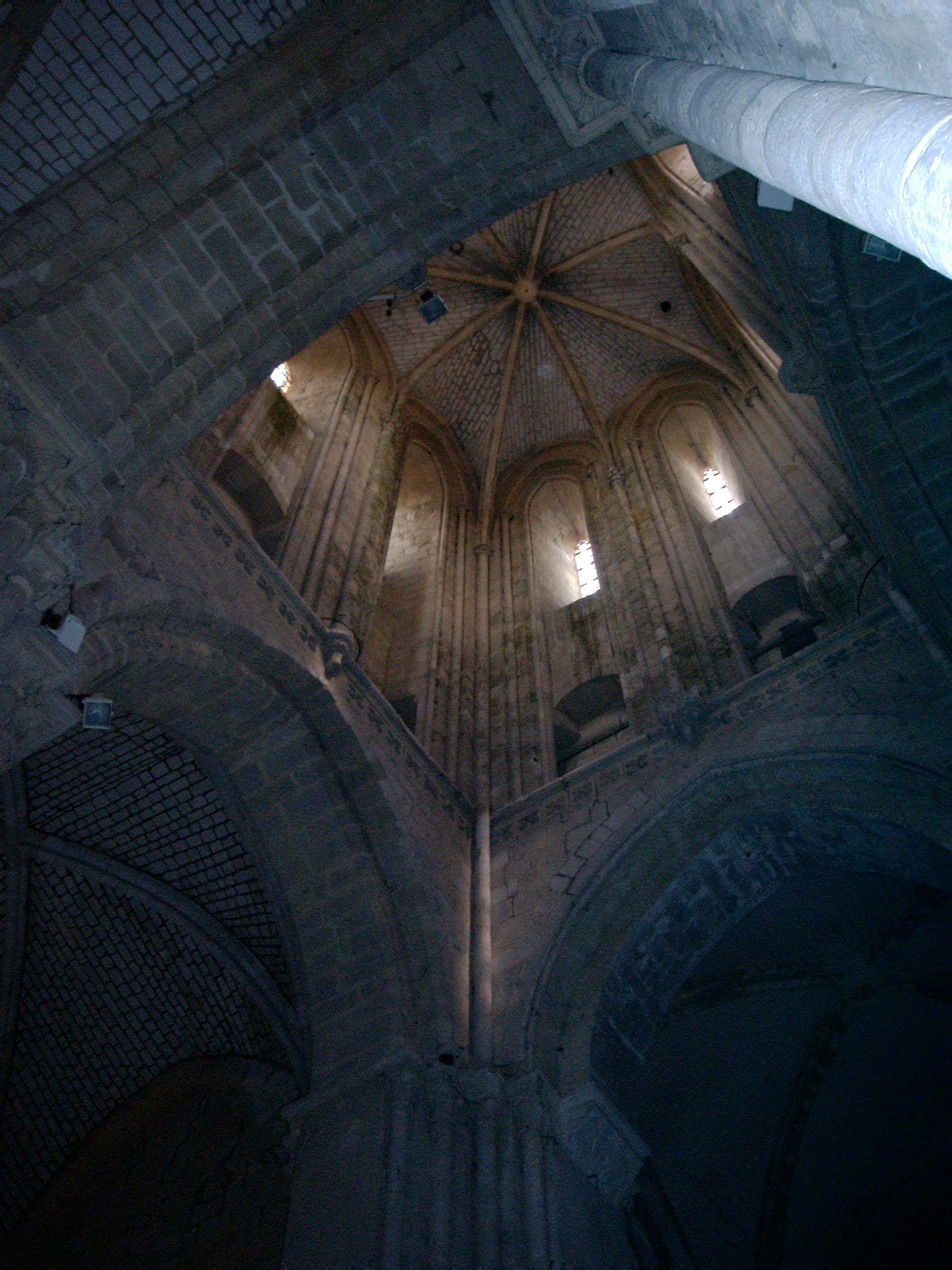
Decke der Krypta